# Frazer-Nash TT
Frazer-Nash TT – samochód sportowy produkowany przez brytyjską firmę Frazer-Nash w roku 1937. Wyposażony był on w otwarte nadwozie. Samochód był napędzany przez silnik R4 1,5 l. 

## Dane techniczne
- R4 1,5 l (1496 cm³) OHV (2 zawory na cylinder)
- Układ zasilania: b.d.
- Średnica × skok tłoka: 69 × 100 mm
- Stopień sprężania: b.d.
- Moc maksymalna: 62 KM (45 kW) (przy 4000RPM)
- Maksymalny moment obrotowy: b.d.
- Prędkość maksymalna: b.d.
- Skrzynia biegów: 4-biegowa manualna